# 大陸日報

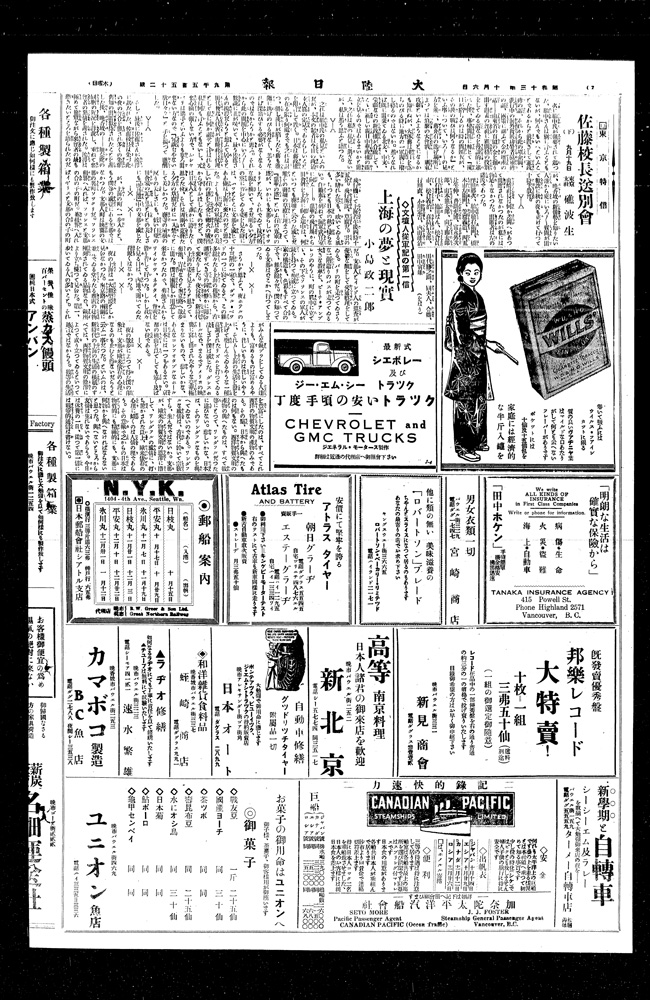
佐藤校長送別会；　上海の夢と現実

大陸日報（英語名：Tairiku Nippo）は、かつてカナダ・バンクーバーで発行されていた邦字新聞。ブリティッシュコロンビア大学に1908年版-1941年版がマイクロフィルム版で所蔵されている。大陸日報社はその他にもカナダにおける日本人移民についての書籍を数点出版している。

## 歴史
- 1907年：山崎寧により創刊。
- 1941年までの発行が確認されている[3]。